# Juziers
Juziers ist eine französische Gemeinde mit 4040 Einwohnern (Stand: 1. Januar 2022) im Département Yvelines in der Region Île-de-France. Sie gehört zum Arrondissement Mantes-la-Jolie und ist Teil des Kantons Limay. Die Einwohner nennen sich Juziérois.

## Geografie
Juziers liegt etwa 42 Kilometer westlich von Paris am rechten Ufer der Seine. In der Seine liegt der bewaldete Abschnitt einer Flussinsel, die sog. Île de Juziers. Ein Teil der Gemeinde gehört zum Regionalen Naturpark Vexin français. Juziers wird umgeben von den Nachbargemeinden Brueil-en-Vexin im Norden und Nordwesten, Oinville-sur-Montcient im Norden und Nordosten, Mézy-sur-Seine im Osten, Flins-sur-Seine im Südosten, Aubergenville im Süden sowie Gargenville im Westen.
Der Bahnhof Juziers liegt an der Bahnstrecke von Paris-Saint-Lazare nach Mantes. Durch die Gemeinde führt die frühere Route nationale 190.

## Bevölkerungsentwicklung
| 1962                       | 1968 | 1975 | 1982 | 1990 | 1999 | 2006 | 2011 |
| -------------------------- | ---- | ---- | ---- | ---- | ---- | ---- | ---- |
| 1557                       | 1895 | 2348 | 2558 | 3164 | 3370 | 3652 | 3781 |
| Quellen: Cassini und INSEE |      |      |      |      |      |      |      |

## Sehenswürdigkeiten

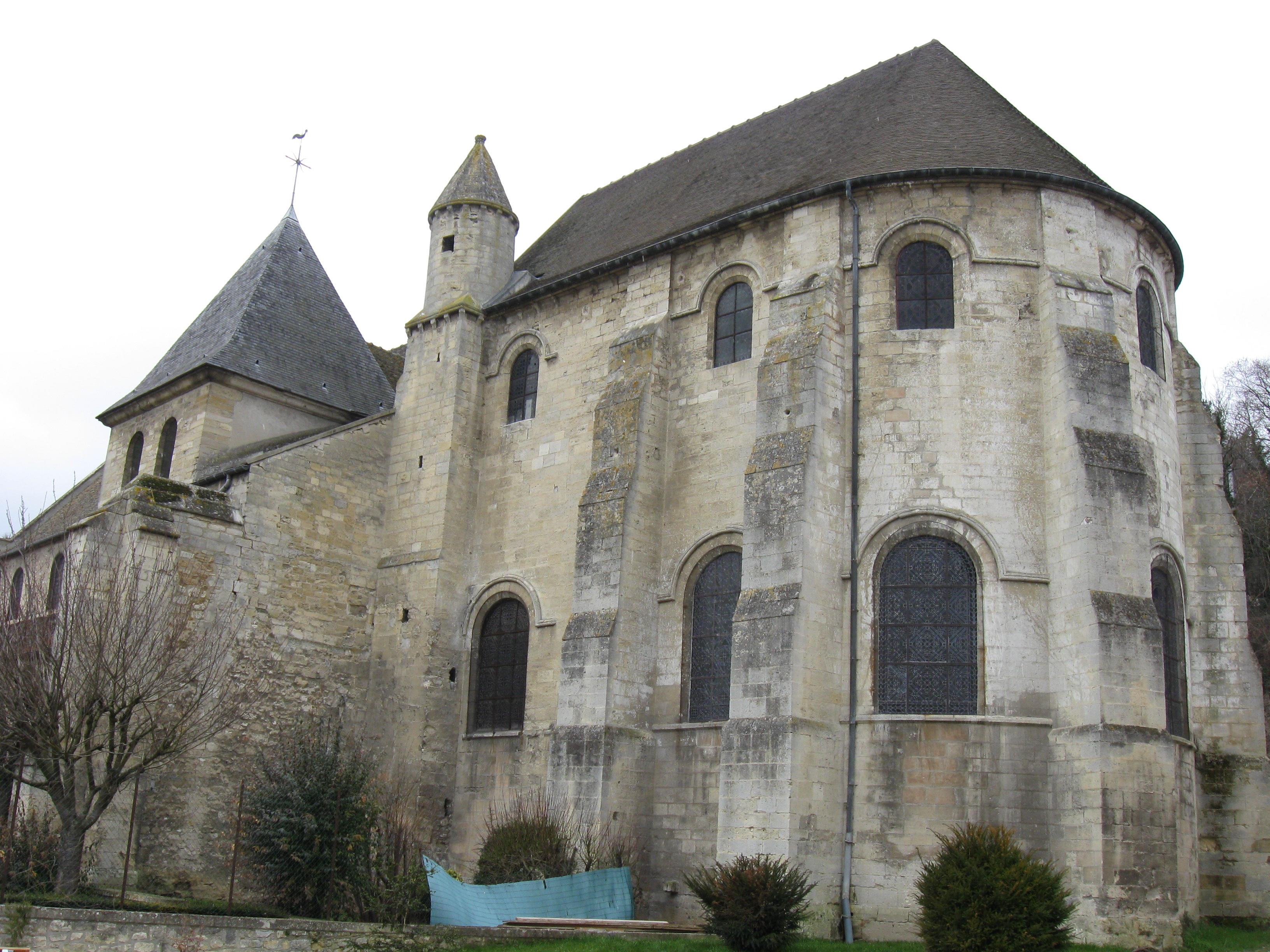
Kirche Saint-Michel

Siehe auch: Liste der Monuments historiques in Juziers
- Kirche Saint-Michel aus dem 11. Jahrhundert, restauriert im 19. Jahrhundert, seit 1850 Monument historique
- Schloss Mesnil-Saint-Laurent
- Totenmahnmal der Kriege

## Persönlichkeiten
- Julie Manet (1878–1966), Malerin
- Berthe Morisot (1841–1895), Malerin